# 四氟合钆酸铵
四氟合钆酸铵是一种无机化合物，化学式为NH4GdF4。它可由氧化钆和氟化氢铵反应得到，它是正交晶系的晶体，空间群为Pbcm。它受热可以分解：
NH4GdF4 → GdF3 + NH3 + HF
氟化铵的存在会对其分解起抑制作用。